# Pere Marc
Pere Marc (?, ? — Barcelona, 1338) fou un diplomàtic, conseller i membre de les corts dels reis Jaume II el Just, Alfons el Benigne i Pere el Cerimoniós.
Fill del notari barceloní Pere Marc. La seva actuació s'estén del 1298 al 1338. Ocupà diferents càrrecs palatins, com el d'escrivà (1298-1300), escrivà de ració (1300-08) i tresorer reial de Jaume II (1308-25) i mestre racional d'Alfons III (1333-35). Intervingué en nombroses activitats diplomàtiques, tant de caràcter internacional com de política interior. L'any 1319 rebé l'encàrrec de Jaume II d'escriure en nom seu una lletra a Sanç I de Mallorca per tal de dissuadir-lo de trencar el vassallatge al rei d'Aragó. El 1331 participà en les negociacions entre Alfons III i el rei de França per a organitzar una croada contra L'Emirat de Granada.
El 4 de febrer de 1323 comprà el Castell d'Eramprunyà (a l'actual Baix Llobregat) i el seu terme per cent vint mil sous de moneda de Barcelona, diners que Jaume II necessitava per a preparar la conquesta de Sardenya. La presa de possessió efectiva tingué lloc el dia 7 de febrer. El 18 de setembre, se li concedia el mixt imperi (la mitjana justícia) i la castlania el 25 de març de 1337. El domini d'Eramprunyà comprenia les viles de Castelldefels, Gavà, Viladecans, Sant Climent de Llobregat i Begues i part de Sitges i Sant Boi de Llobregat (ampliat amb la concessió el mateix any del domini directe i els drets alodials del Castell de Campdàsens al Garraf).
Acompanyà l'infant Alfons durant les seves campanyes a Sardenya (1323 i 1324) i, en reconeixement dels seus serveis prestats, obtingué la vila de Gesici, l'actual Gesico, vila de la província de Càller. El 1328 li foren adjudicades al castell de Càller tres cases contigües al Carrer Mercadante. Aquestes cases incrementaren el patrimoni personal i familiar de Pere Marc. El 1305 adquirí la casa de la Roca, dins el terme del castell d'Eramprunyà, i la casa del Soler, dins el terme del Castell de Cervelló, així com algunes masies al Llobregat i algunes finques urbanes a Barcelona (entre aquestes la casa que els Marc tenien al Carrer de Regomir, tocant a la muralla, amb entrada pel Carrer de Sant Simplici, actualment restaurada i convertida en seu del centre cívic Pati Llimona). Entre el 1327 i el 1322 adquirí al Regne de València el lloc d'Albalat i una alqueria a Torrent (Horta Oest), així com una casa a la mateixa ciutat de València i uns forns al barri valencià de Xerea.
Dos anys abans de morir Pere el Cerimoniós l'havia elevat a la categoria de conseller familiar. Tal com disposà en el seu testament (13 de juliol de 1338), el seu patrimoni es repartí entre dos del seus fills, Pere i Jaume: Pere, heretà Eramprunyà i la resta de les possessions catalanes, i Jaume, les valencianes (el senyoriu d'Albalat). Rebé sepultura al Convent de Santa Caterina (Barcelona), dels frares predicadors, a la capella de Santa Maria que ell mateix havia fet construir. Del seu primer matrimoni amb Maria tingué Pere Marc, senyor d'Eramprunyà, panicer d'Alfons III i mestre racional de l'infant Pere; Jaume Marc, senyor d'Albalat i d'Eramprunyà; Berenguer Marc, canonge de la seu de València i Barcelona i llicenciat en dret civil; Sibil·la Marc, casada amb Berenguer de Sant Vicenç, senyor del Castell de Burriac; Guillemona Marc, casada amb Miquel Marquet, fill de Miquel Marquet Mallol, conseller en cap de Barcelona, i Violant Marc, casada amb Gilabert de Corbera, senyor de la baronia de Corbera. Del seu segon matrimoni amb Saurina no tingué descendència.